# Forestiera
Forestiera (Forestiera), česky též forestierovka, je rod rostlin z čeledi olivovníkovité. Jsou to stromy a keře s jednoduchými vstřícnými listy a málo nápadnými, téměř bezobalnými květy v chudých květenstvích. Květy jsou opylovány větrem. Plodem je peckovice. Rod zahrnuje 21 druhů a je rozšířen výhradně v Americe. Největší počet druhů roste v Mexiku a na jihu USA.
Hospodářský význam je zcela okrajový. Vzácně jsou některé druhy pěstovány v botanických zahradách či arboretech i v České republice jako sbírkové dřeviny.

## Popis
Forestiery jsou převážně dvoudomé, opadavé nebo stálezelené stromy a keře s jednoduchými vstřícnými listy. Listy mohou být celokrajné nebo na okraji zoubkaté. Často vyrůstají na zkrácených větévkách.
Květy jsou drobné, jednopohlavné (výjimečně oboupohlavné), uspořádané v málokvětých svazečcích nebo výjimečně v hroznech. Květenství vyrůstají v paždí listů nebo na starém dřevě.
Kalich je drobný, s krátkou trubkou, nebo chybí. Koruna buď zcela chybí, nebo je složena z 1 až 2 drobných, volných korunních lístků. Tyčinky jsou v počtu 1 až 4, v samičích květech jsou zakrnělé. Semeník samičích květů obsahuje dvě komůrky, v nichž je zpravidla po dvou vajíčkách.
Plodem je peckovice, obsahující obvykle jediné semeno.

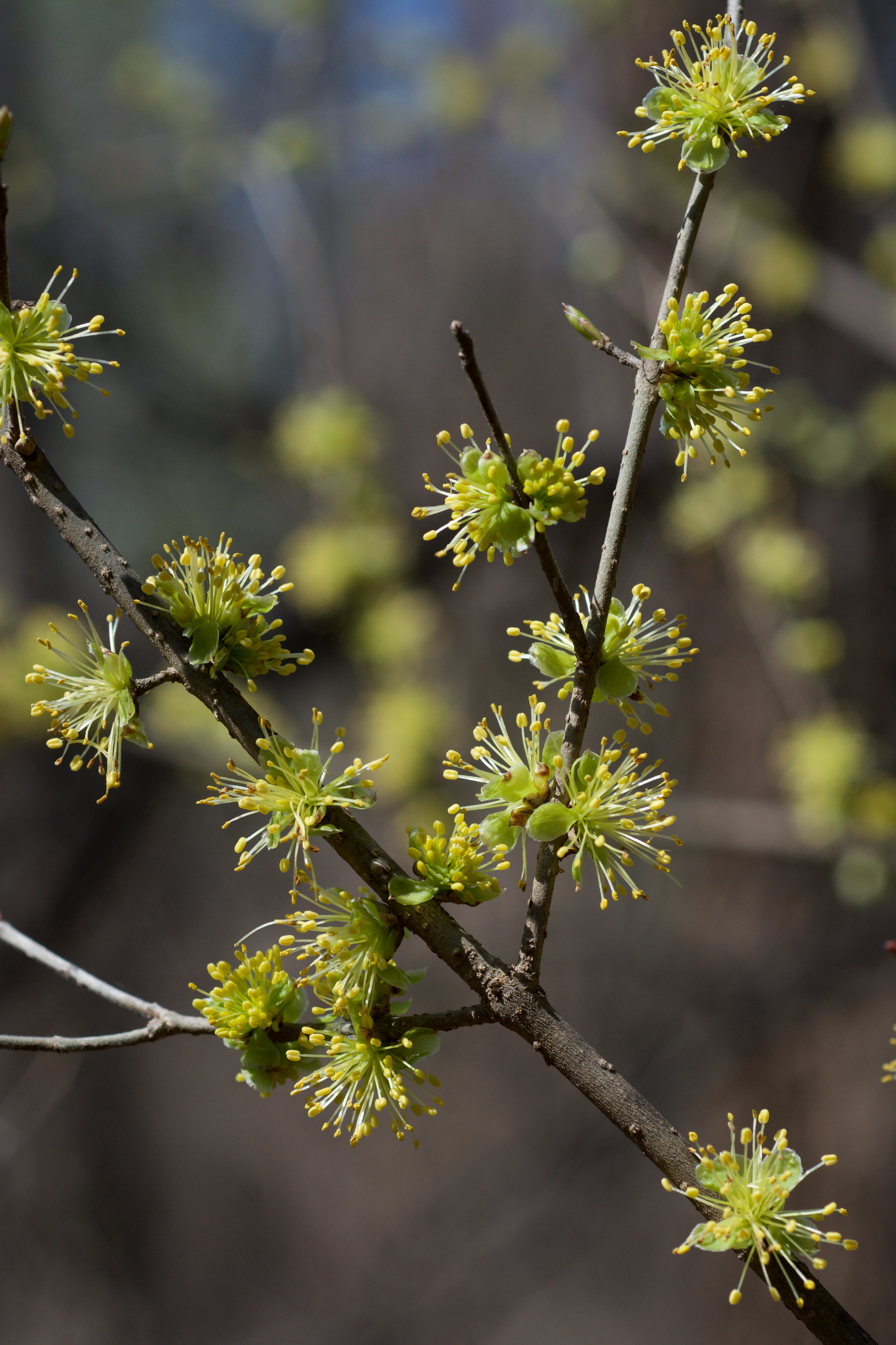
Kvetoucí větévky Forestiera acuminata
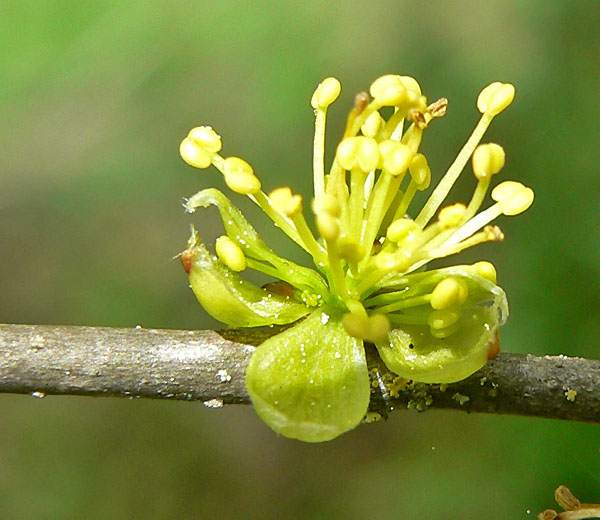
Detail květu forestiery novomexické
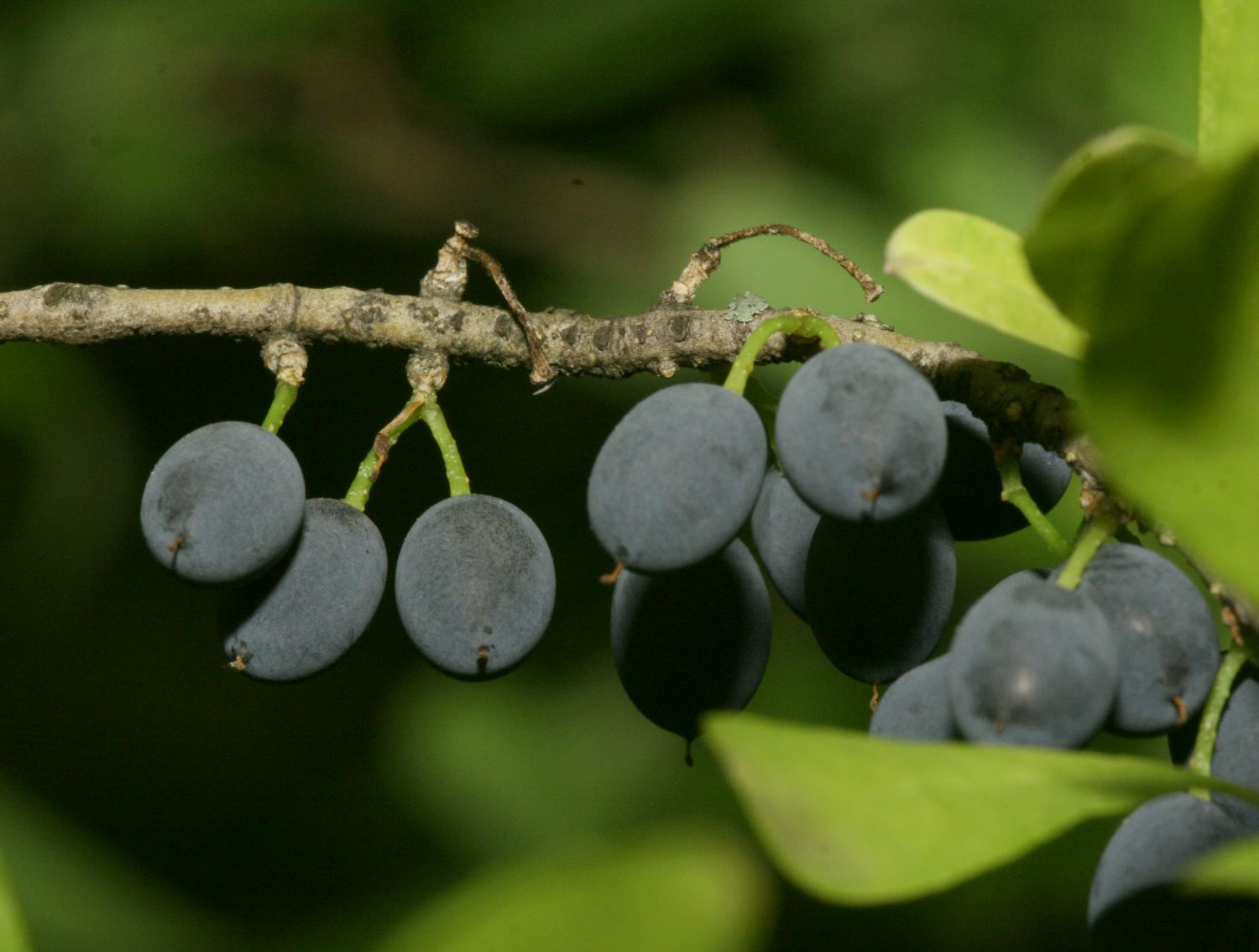
Plody forestiery novomexické

## Rozšíření
Rod forestiera zahrnuje 21 druhů. Je rozšířen v USA, Mexiku, Střední Americe, Ekvádoru a na Karibských ostrovech.
Centrum rozšíření je v Mexiku a na jihu USA (zejména v Texasu). Z Mexika je uváděno 10 druhů, z toho 6 endemických. V USA roste 8 druhů, z nichž nejdále na sever zasahuje forestiera špičatolistá (po Illinois a Indianu), Forestiera ligustrina (po Kentucky) a forestiera novomexická (po Utah a Nevadu). V Jižní Americe se vyskytuje jediný druh, Forestiera ecuadorensis, který je endemitem Ekvádoru a byl popsán až v roce 2006.

## Ekologické interakce
Bezobalné, nenápadné květy forestier jsou opylovány větrem. Plody konzumuje celá řada různých druhů ptáků a zvířat.
Forestiery jsou ve své domovině hostitelskými rostlinami housenek některých druhů martináčů (Eupackardia calleta, Hemileuca chinatiensis) a lišajů (Sphinx libocedrus, Sphinx lugens).

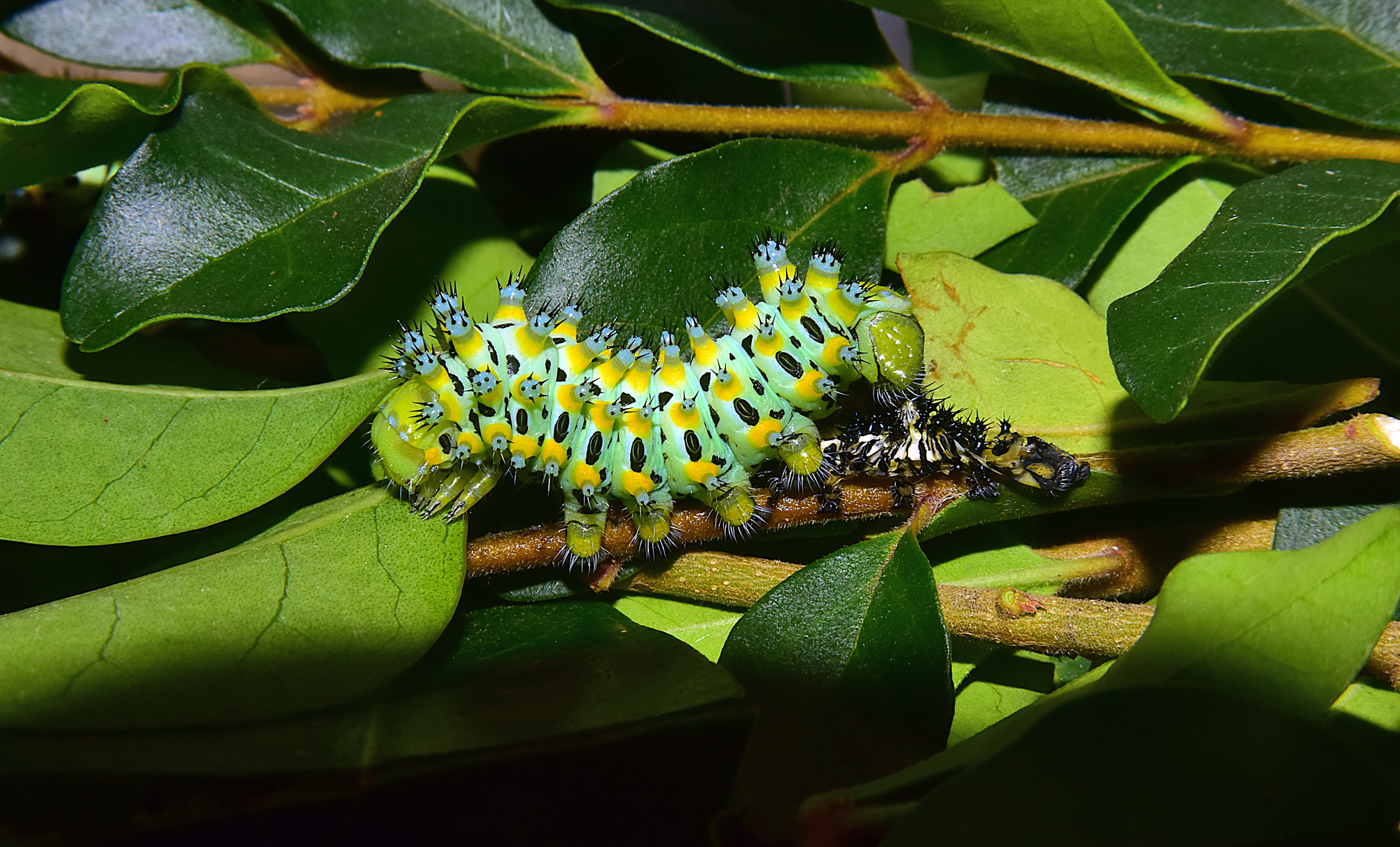
Housenka martináče Eupackardia calleta
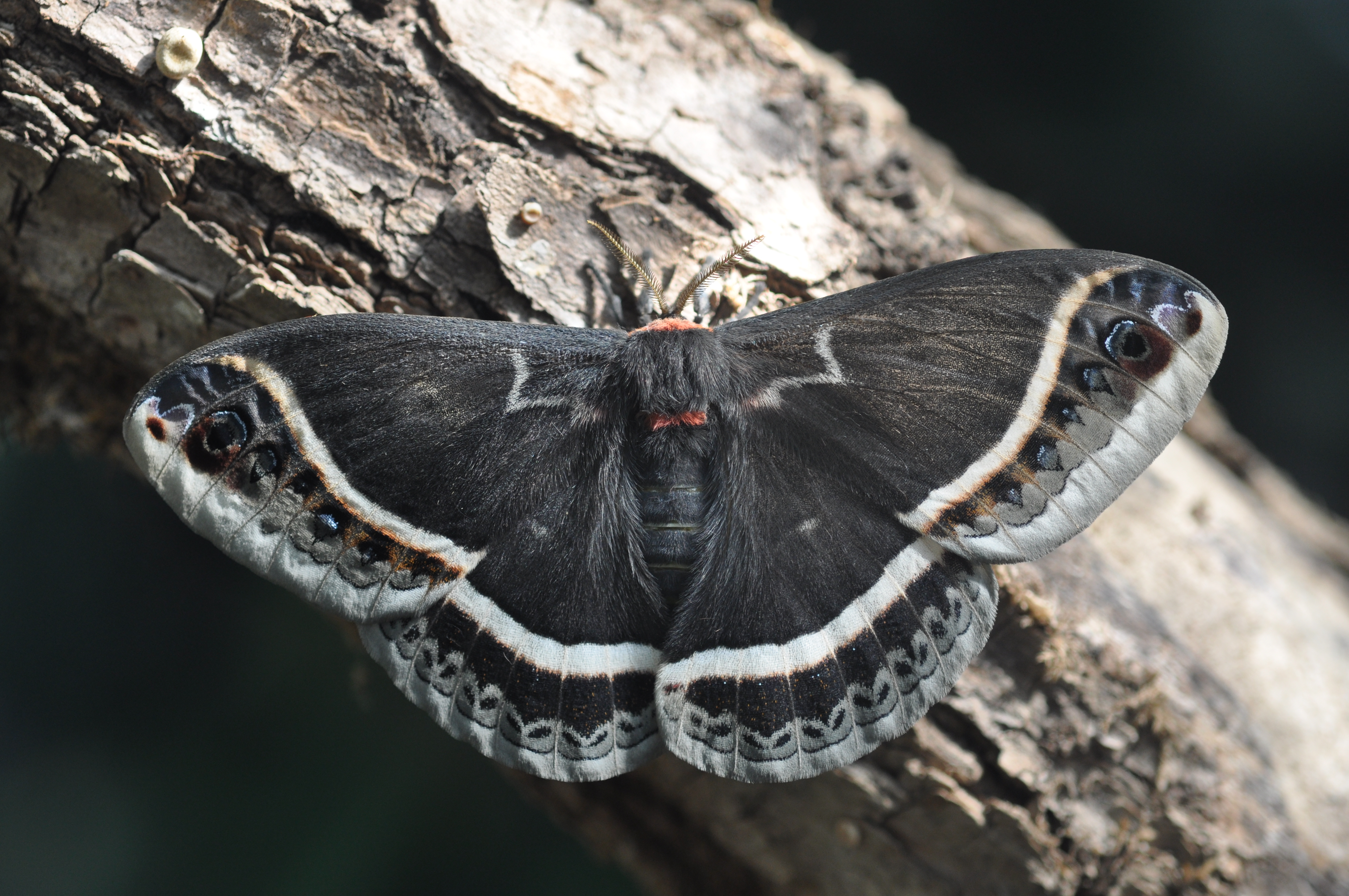
Martináč Eupackardia calleta
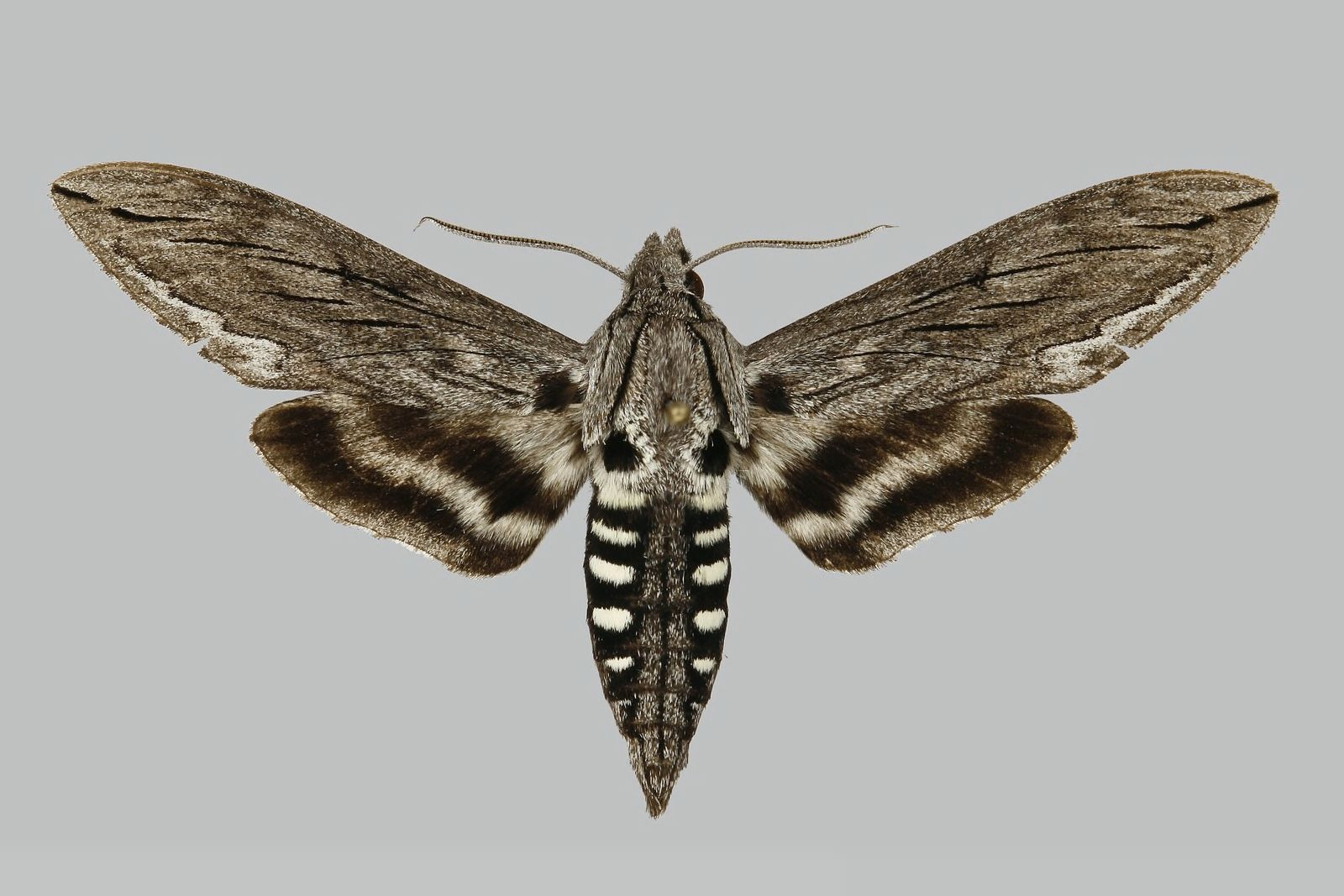
Lišaj Sphinx libocedrus

## Taxonomie
Rod Forestiera je v rámci čeledi Oleaceae řazen do tribu Oleeae a podtribu Oleinae.
Nejblíže příbuzným rodem je dle výsledků fylogenetických studií jihoamerický rod Priogymnanthus. Mezi další příbuzné rody náleží např. Olea, Chionanthus, Osmanthus a Phillyrea.
Druh Forestiera neomexicana byl od druhu Forestiera pubescens odlišován zejména na základě lysých květenství a listů. Tento znak se však ukázal jako silně variabilní. Obě variety navíc spolu rostou na některých stanovištích společně. Proto byly oba druhy spojeny do druhu F. pubescens.

## Zástupci
- forestiera novomexická (Forestiera pubescens, syn. Forestiera neomexicana)
- forestiera špičatolistá (Forestiera acuminata)[11][2]

## Význam
Některé odolnější druhy jsou spíše výjimečně pěstovány v botanických zahradách jako sbírkové rostliny.
Nejčastěji pěstovaným druhem je forestiera novomexická (Forestiera pubescens).